# Polonodon woznikiensis
Polonodon woznikiensis — вид терапсид родини Dromatheriidae, що існував у пізньому тріасі. Скам'янілі рештки знайдено у місті Возьники у Сілезькому воєводстві на півдні Польщі.